# Бой «Ондины» с японскими рейдерами
Бой танкера «Ондина» и тральщика «Бенгал» с японскими рейдерами 11 ноября 1942 года — сражение в Индийском океане конвоя из вооруженного голландского танкера и англо-индийского эскортного судна против японских вспомогательных крейсеров-рейдеров, закончившееся потоплением слабовооружёнными союзными судами более сильного японского корабля.

## Обстоятельства сражения
В 1942 году после оккупации Юго-Восточной Азии Япония направила в Индийский океан отряд своих рейдеров — вспомогательных крейсеров (вооружённых грузопассажирских теплоходов) — «Хококу Мару» (яп. 報国丸) и «Айкоку Мару» (яп. 愛国丸) под командованием капитанов 1-го ранга Хироси Имасато (яп. 今里博) и Тамоцу Оиси (яп. 大石保). Каждый из рейдеров имел водоизмещение 10,4 тыс. тонн и скорость 21 узел; их вооружение включало: восемь 140-мм орудий главного калибра, два 80-мм и четыре 25-мм зенитных орудия, два спаренных 533-мм торпедных аппарата, два разведывательных гидросамолёта. На корабли был нанесён экспериментальный искажающий камуфляж. 1 ноября 1942 г. «Хококу Мару» и «Айкоку Мару» вышли в поход из Сингапура для действий на коммуникациях между Австралией и Ближним Востоком.
5 ноября 1942 года из австралийского Фримантла вышел в Абадан под балластом нидерландский танкер «Ондина» (6,3 тыс. т., 12 узлов) под командованием капитана Вильяма Хорсмана. Для защиты от подводных лодок на корме танкера было установлено 102-мм орудие (расчёт орудия состоял из англичан и австралийцев). Танкер сопровождал тральщик или, по другой классификации, шлюп «Бенгал» Индийского Королевского флота под командованием лейтенанта-командера резерва Вильяма Дж. Вилсона. При тоннаже в 650 т. и скорости в 16 узлов «Бенгал» был вооружён носовым 76-мм орудием, а также 40-мм и двумя 25-мм зенитными орудиями.
11 ноября 1942 года в 11.45 утра, находясь в 19 градусах 45 минутах южной широты и 92 градусах 40 минутах восточной долготы, на «Бенгале» заметили идущее на сближение неизвестное судно без флага, идентифицированное как японский вспомогательный крейсер. Была пробита боевая тревога. Вскоре был обнаружен и второй рейдер. В 11.55 «Бенгал» радировал на «Ондину» указание действовать самостоятельно, после чего повернул навстречу японским рейдерам. Хотя тральщик не имел никаких шансов против двух вспомогательных крейсеров, его командир В. Вилсон намеревался задержать рейдеры и дать танкеру время скрыться. Японцы рассчитывали на бой с одним эскортным судном, предполагалось, что танкер не окажет сопротивления, огня по нему вначале не велось. Однако капитан «Ондины» В. Хорсман решил, что раз у его тихоходного судна нет шансов уйти от японцев, ему следует принять бой вместе с «Бенгалом».

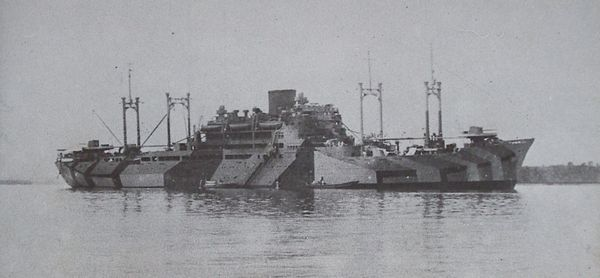
Вспомогательный крейсер «Хококу Мару»

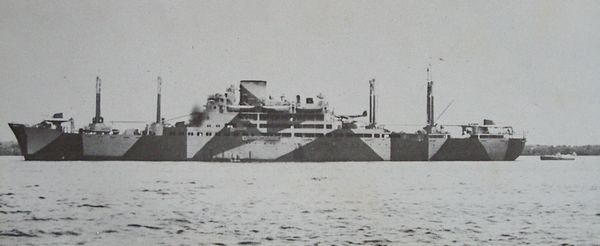
Вспомогательный крейсер «Айкоку Мару»

## Бой «Бенгала»
В 12.12 идущий впереди «Хококу Мару» открыл огонь с дистанции в 3500 ярдов (3,2 км). Рейдер бил по тральщику залпами четырёх 140-мм орудий правого борта. «Бенгал» отвечал из 76-мм пушки. Практически одновременно по «Хококу Мару» стало стрелять с дистанции 8000 ярдов (7,3 км) 102-мм орудие «Ондины». Почти сразу «Хококу» был поражен в надстройку, а затем — в кормовую часть. Снаряд попал в снаряженный торпедный аппарат и вызвал детонацию торпеды. Мощный взрыв уничтожил на рейдере ангар гидросамолетов и воспламенил запасы авиационного бензина. Авторство столь удачного попадания приписывали себе артиллеристы и «Бенгала», и «Ондины». Японцы склонялись к тому, что их поразило орудие с голландского танкера.
В бой вступил второй японский рейдер «Айкоку Мару». Он вел огонь по «Бенгалу», который вскоре получил попадание 140-мм снарядом в полубак, в результате был затоплен носовой провизионный отсек. «Бенгал» стал отходить на север, сбросив дымовые буи. Однако они не сработали, и «Бенгал» получил от идущего следом «Айкоку Мару» ещё один 140-мм снаряд в корму. В офицерских каютах вспыхнул пожар, но его удалось погасить. В 12.45 «Бенгал» смог, наконец, поставить дымовую завесу и, вновь сменив курс, вышел из боя. К тому времени на нём был исчерпан боезапас к 76-мм орудию. Оторвавшись от противника, «Бенгал» направился на Диего-Гарсия, куда благополучно прибыл 17 ноября. В бою японцы выпустили по нему около 200 снарядов, тральщик имел две пробоины, корпус и надстройки были иссечены осколками, однако ни один человек из команды не был ни убит, ни ранен.

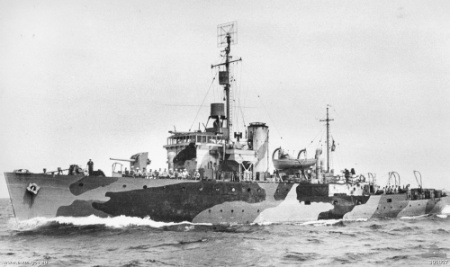
Тральщик типа «Батерст», однотипный с «Бенгалом»

## Бой «Ондины»
Между тем танкер «Ондина» продолжал бой с охваченным пожаром «Хококу Мару». Японцы добились попадания в мостик и сбили на танкере фок-мачту. В свою очередь несколько снарядов с «Ондины» попали в надстройку японского корабля. Положение «Хококу Мару», несмотря на все усилия экипажа погасить пожар, становилось всё более критическим. Огонь охватил машинное отделение, прекратилось электроснабжение. Убедившись в бесполезности попыток спасти корабль, командир «Хококу Мару» отдал приказ команде оставить судно. Эвакуация не была завершена, когда в 13.12 на рейдере произошел страшный взрыв. Огненный столб поднялся на несколько сотен футов — видимо, пожар добрался до погреба боеприпасов. «Хококу Мару» быстро затонул.
После гибели «Хококу Мару» танкер «Ондина» попытался уйти, но вскоре был настигнут вторым японским рейдером. «Айкоку Мару» с дистанции 3,5 км поразил «Ондину» двумя снарядами в носовую части и двумя — в надстройку, вызвав пожары. Танкер вёл ответный огонь, но вскоре были расстреляны последние из небольшого боезапаса 102-мм снарядов. Капитан «Ондины» распорядился спустить флаг, застопорить машину и покинуть судно. Почти сразу после этого приказа В. Хорсман погиб на мостике своего корабля, поражённый осколками разорвавшегося японского снаряда.
Команда «Ондины» села в спущенные шлюпки и отошла от танкера. Подойдя к нему на 400 метров, «Айкоку Мару» выпустил в «Ондину» две торпеды, проделавшие большие пробоины в правом борту. После этого японцы обстреляли из пулемётов шлюпки «Ондины» и занялись спасением экипажа «Хококу Мару». На борт «Айкоку» было поднято 278 человек, 76 японцев, в том числе капитан «Хококу» Имасато, погибли. Затем рейдер вернулся к накренившейся на 30 градусов «Ондине» и выпустил в неё ещё торпеду, которая прошла мимо. Решив, что танкер вскоре затонет, «Айкоку Мару» удалился, оставив экипаж «Ондины» на верную гибель в шлюпках среди океана.
Однако старпом танкера Рехвинкель организовал спасательную команду и вернулся на «Ондину». Были потушены пожары, корабль был выровнен контрзатоплением левобортных отсеков. В 21 час удалось запустить машину. «Ондина» медленно двинулась обратным курсом. «Ондина» просила по радио об оказании срочной помощи. Однако после сообщений с «Бенгала» танкер считали уничтоженным или захваченным японцами. Поэтому, радиограммы были сочтены ловушкой. «Ондина» самостоятельно добралась через неделю во Фримантл. Кроме капитана Хорсмана, погибшего на судне, команда потеряла четырёх человек во время пулемётного обстрела шлюпок, один человек был тяжело ранен. Капитан Хорсман был посмертно награждён голландским правительством Военным орденом Вильгельма 4-й степени; а расчёт орудия «Ондины» — Бронзовыми крестами.

## Последствия сражения
Помимо морально-психологического фактора потопления японского вспомогательного крейсера слабым кораблем эскорта и гражданским судном, бой «Ондины» и «Бенгала» имел важные стратегические последствия. После потери своего сильного рейдера при столкновении с ничтожным конвоем Япония отказалась от рейдерских операций, которые могли бы создать серьёзные проблемы Союзникам.